# سوندسوالسفلایگ
سوندسوالسفلایگ (به انگلیسی: Sundsvallsflyg) یک شرکت هواپیمایی با کد یاتا DC است. دفتر مرکزی سوندسوالسفلایگ در سوندسوال، سوئد واقع شده‌است و قطب این شرکت هواپیمایی در فرودگاه ساندسول-هرنوسند قرار دارد و به ۳ مقصد، پرواز انجام می‌دهد.